# Garrett P. Serviss
Garrett Putnam Serviss (n. 24 martie 1851, New York, SUA – d. 25 mai 1929) a fost un astronom, un popularizator al astronomiei și unul dintre primii scriitori de literatură științifico-fantastică.

## Bibliografie

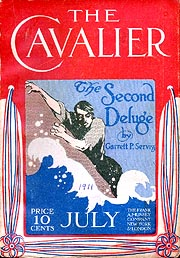
The Second Deluge, 1911

### Popularizări ale astronomiei
- Astronomy Through an Opera Glass, 1888
- Pleasures of the Telescope, 1901
- Other Worlds, 1901
- The Moon, 1907
- Astronomy With The Naked Eye, 1908
- Curiosities of the Sky, 1909
- Round the Year with the Stars, 1910
- Astronomy in a Nutshell, 1912

### Science Fiction
- Edison's Conquest of Mars, 1898 (scris ca o continuare a romanului lui H. G. Wells'- Războiul Lumilor)
- "The Moon Metal", 1900 (povestire)
- A Columbus of Space, 1909 (dedicat lui Jules Verne și scris în stilul acestuia; prima apariție în revista All-Story în 1909; republicată de G. W. Dilligham, 1974, de către Hyperion Press)
- The Sky Pirate, 1909
- The Second Deluge, 1911
- The Moon Maiden, 1915